# Challenger de Guadalupe 2016

El torneo Open de Guadeloupe 2016 es un torneo profesional de tenis. Pertenece al ATP Challenger Series 2016. Se disputará su 6.ª edición sobre superficie dura, en Le Gosier, Guadalupe entre el 4 al el 10 de abril de 2016.

## Jugadores participantes del cuadro de individuales
| Favorito | País                      | Jugador            | Rank1 | Posición en el torneo |
| -------- | ------------------------- | ------------------ | ----- | --------------------- |
| 1        | Bandera de Estados Unidos | Rajeev Ram         | 61    | Cuartos de final      |
| 2        | Bandera de Estados Unidos | Taylor Fritz       | 81    | Semifinales           |
| 3        | Bandera de Túnez          | Malek Jaziri       | 92    | CAMPEÓN               |
| 4        | Bandera de Estados Unidos | Austin Krajicek    | 104   | Primera ronda         |
| 5        | Bandera de Japón          | Tatsuma Ito        | 120   | Cuartos de final      |
| 6        | Bandera de Japón          | Yoshihito Nishioka | 124   | Semifinales           |
| 7        | Bandera de Colombia       | Alejandro González | 150   | Segunda ronda         |
| 8        | Bandera de Australia      | John-Patrick Smith | 151   | Primera ronda         |

- 1 Se ha tomado en cuenta el ranking del 21 de marzo de 2016.

### Otros participantes
Los siguientes jugadores recibieron una invitación (wild card), por lo tanto ingresan directamente al cuadro principal (WC):
- Grégoire Jacq
- Gianni Mina
- Félix Auger-Aliassime
- Rajeev Ram

Los siguientes jugadores ingresan al cuadro principal tras disputar el cuadro clasificatorio (Q):
- Julien Dubail
- Emilio Gómez
- Hubert Hurkacz
- Jorge Montero

## Campeones

### Individual Masculino
- Malek Jaziri derrotó en la final a  Stefan Kozlov, 6–2, 6–4

### Dobles Masculino
- James Cerretani /  Antal van der Duim derrotaron en la final a  Austin Krajicek /  Mitchell Krueger, 6–2, 5–7, [10–8]